# 大坪镇 (南部县)
大坪镇，是中华人民共和国四川省南充市南部县下辖的一个乡镇级行政单位。2019年10月，撤销丘垭乡，将其所属行政区域划归大坪镇管辖。

## 行政区划
大坪镇下辖以下地区：
大坪社区、上游村、七一村、天台村、青春村、天马村、五一村、红光村、红星村和八一村，金星村、联盟村、长亭村、工农村、柏山村、爱国村、五星村、勇敢村、民主村和群丰村。